# Dan Pippin
Dan Luther Pippin, né le 20 octobre 1926 à Saint-Louis, dans le Missouri, décédé le 1er avril 1965 à McCredie Township dans le Missouri, est un ancien joueur américain de basket-ball. Il évolue au poste d'arrière. 

## Palmarès
- Champion olympique 1952
- Champion AAU 1952, 1953